# 北本德 (內布拉斯加州)
北本德（英語：North Bend）是位於美國內布拉斯加州道奇縣的城市。

## 人口
根據2020年美國人口普查的數據，北本德的面積為3.10平方千米，當中陸地面積為2.90平方千米，而水域面積為0.19平方千米。當地共有人口1279人，而人口密度為每平方千米413人。